# Novostroiivka, Derajnea
Novostroiivka (în ucraineană Новостроївка) este un sat în comuna Zharok din raionul Derajnea, regiunea Hmelnîțkîi, Ucraina.

## Demografie
Componența lingvistică a localității Novostroiivka
     Ucraineană (98%)
     Rusă (2%)
Conform recensământului din 2001, majoritatea populației localității Novostroiivka era vorbitoare de ucraineană (98%), existând în minoritate și vorbitori de rusă (2%).